# 11 novembre 1938
Le vendredi 11 novembre 1938 est le 315e jour de l'année 1938.

## Naissances
- Ants Antson (mort le 31 octobre 2015), patineur de vitesse de nationalité estonienne
- Arthur Hervet (mort le 23 novembre 2020), prêtre catholique français
- Driss Basri (mort le 27 août 2007), homme politique marocain
- Fadhili William (mort le 11 février 2001), musicien kenyan
- Haruhiro Yamashita, gymnaste japonais
- Josef Odložil (mort le 10 septembre 1993), athlète tchèque spécialiste des courses de demi-fond
- Lloyd Miller (mort le 27 décembre 2024), jazzman multi-instrumentiste d'avant-garde américain
- Marie-Pierre de Gérando , acteur français
- Nancy Coover Andreasen, psychiatre américaine
- Narvel Felts, musicien américain
- Nieves Navarro, actrice espagnole
- Wolfgang Butzkamm, linguiste allemand
- Wu Yi, femme politique chinoise

## Décès
- Aniceto Utset (né le 17 janvier 1932), cycliste espagnol
- Fred Spencer (né le 1er mai 1904), animateur américain
- Mary Mallon (née le 23 septembre 1869), première personne aux États-Unis identifiée comme porteur sain de la fièvre typhoïde